# Anna Koltovská
Anna Koltovská (rusky Анна Колтовская; ?–1626) byla ruská carevna, čtvrtá manželka Ivana IV. Hrozného.

## Život
Po náhlé smrti své třetí manželky Marfy Sobakinové 13. listopadu 1571 měl Ivan Hrozný problém s ruskou církví, která zakazovala čtvrtá manželství. Ivan Hrozný zákkaz obešel tím, že prohlásil svá předchozí manželství nekonzumní. S Annou, dcerou dvořana Alexeje Koltovského, se oženil 29. dubna 1572, přičemž církevní požehnání získal až dodatečně.
Po dvou letech manželství ho Anna Koltovská kvůli neplodnosti omrzela. Zapudil ji a poslal do kláštera, kde přijala jméno Daria. Byla jednou ze dvou manželek, které Ivana Hrozného přežily.